# 積山薫
積山 薫（せきやま かおる、1957年 - ）は、日本の心理学者。ZEN大学知能情報社会学部教授。
金沢大学文学部助手、公立はこだて未来大学システム情報科学部教授、熊本大学文学部教授、京都大学大学院総合生存学館教授、京都大学大学院総合生存学館学館長などを歴任した。

## 略歴[1][2]
- 1976年3月 - お茶の水女子大学附属高等学校 卒業
- 1980年3月 - 早稲田大学教育学部教育学科教育心理学専修 卒業
  - 大阪市立大学大学院文学研究科前期博士課程心理学専攻 修了、修士（文学）[3]
- 1986年3月 - 大阪市立大学大学院文学研究科博士課程心理学専攻 修了
  - 1995年 - 文学博士（大阪市立大学）
- 1989年5月 - 金沢大学文学部 助手
- 2000年4月 - 公立はこだて未来大学システム情報科学部 教授
- 2006年10月 - 熊本大学文学部 教授
- 2017年5月 - 京都大学大学院総合生存学館教授
- 2021年4月 - 京都大学大学院総合生存学館長
- 2025年 - ZEN大学知能情報社会学部教授[4]。